# WCHL 1924–25

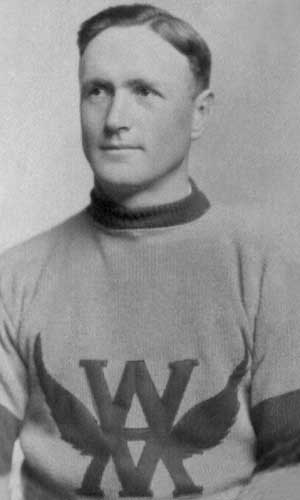
Clem Loughlin, lagkapten i Victoria Cougars säsongen 1924–25.

WCHL 1924–25 var den fjärde säsongen av den kanadensiska professionella ishockeyligan Western Canada Hockey League. Edmonton Eskimos, Calgary Tigers, Regina Capitals och Saskatoon Sheiks fick inför säsongen sällskap i ligan av Victoria Cougars och Vancouver Maroons från den nedlagda ligan PCHA och de sex lagen spelade 28 matcher var under grundserien.
Calgary Tigers vann grundserien med 34 inspelade poäng. Tvåan och trean i ligan, Saskatoon Sheiks och Victoria Cougars, möttes i ligaslutspelets semifinal där Victoria Cougars vann dubbelmötet med målskillnaden 6-4. Victoria Cougars vann därefter även mot Calgary Tigers i ligaslutspelets finalserie över två matcher med målskillnaden 3-1 och avancerade till Stanley Cup-final.
I Stanley Cup-finalen 1925 mötte Lester Patricks spelare i Victoria Cougars NHL:s mästarlag Montreal Canadiens i en serie i bäst av fem matcher. Cougars hade ett rutinerat lag med en trio spelare som vunnit Stanley Cup tidigare med både Toronto Blueshirts 1914 och Seattle Metropolitans 1917. Dessa spelare, målvakten Harry Holmes samt anfallsspelarna Jack Walker och Frank Foyston, hjälpte Victoria Cougars att besegra Montreal Canadiens med 3-1 i matcher. Victoria Cougars triumf var sista gången ett lag utanför NHL vann Stanley Cup.

## Grundserie
| Western Canada Hockey League | M  | V  | F  | O | P  | GM  | IM  |
| ---------------------------- | -- | -- | -- | - | -- | --- | --- |
| Calgary Tigers               | 28 | 17 | 11 | 0 | 34 | 95  | 79  |
| Saskatoon Sheiks             | 28 | 16 | 11 | 1 | 33 | 102 | 75  |
| Victoria Cougars             | 28 | 16 | 12 | 0 | 32 | 84  | 63  |
| Edmonton Eskimos             | 28 | 14 | 13 | 1 | 29 | 97  | 109 |
| Vancouver Maroons            | 28 | 12 | 16 | 0 | 24 | 91  | 102 |
| Regina Capitals              | 28 | 8  | 20 | 0 | 16 | 72  | 121 |

### Poängliga
Ma. = Matcher, M = Mål, A = Assists, P = Poäng, Utv. = Utvisningsminuter
|                      | Lag               | Ma. | M  | A  | P  | Utv. |
| -------------------- | ----------------- | --- | -- | -- | -- | ---- |
| Mickey MacKay        | Vancouver Maroons | 28  | 27 | 6  | 33 | 17   |
| Harry Oliver         | Calgary Tigers    | 24  | 20 | 13 | 33 | 23   |
| Gordon "Duke" Keats  | Edmonton Eskimos  | 28  | 23 | 9  | 32 | 63   |
| Bill Cook            | Saskatoon Sheiks  | 27  | 22 | 10 | 32 | 79   |
| Frank Fredrickson    | Victoria Cougars  | 28  | 22 | 8  | 30 | 43   |
| Frank Boucher        | Vancouver Maroons | 27  | 16 | 12 | 28 | 6    |
| Archie Briden        | Edmonton Eskimos  | 28  | 17 | 6  | 23 | 33   |
| Joe Simpson          | Edmonton Eskimos  | 28  | 11 | 12 | 23 | 16   |
| George Hay           | Regina Capitals   | 20  | 16 | 6  | 22 | 6    |
| Frederick "Bun" Cook | Saskatoon Sheiks  | 28  | 17 | 4  | 21 | 44   |

Statistik från nhl.com

### Målvaktsstatistik
M = Matcher, V = Vinster, F = Förluster, O = Oavgjorda, SM = Spelade minuter, IM = Insläppta mål, N = Hållna nollor, GIM = Genomsnitt insläppta mål per match
|                       | Lag               | M  | V  | F  | O | SM   | IM  | N | GIM  |
| --------------------- | ----------------- | -- | -- | -- | - | ---- | --- | - | ---- |
| Harry "Hap" Holmes    | Victoria Cougars  | 28 | 16 | 12 | 0 | 1682 | 63  | 3 | 2.25 |
| George Hainsworth     | Saskatoon Sheiks  | 28 | 16 | 11 | 1 | 1698 | 75  | 2 | 2.65 |
| Hugh Lehman           | Vancouver Maroons | 11 | 7  | 4  | 0 | 662  | 30  | 0 | 2.72 |
| Hal Winkler           | Calgary Tigers    | 28 | 17 | 11 | 0 | 1680 | 80  | 2 | 2.86 |
| Norman "Hec" Fowler   | Edmonton Eskimos  | 8  | 5  | 3  | 0 | 480  | 29  | 1 | 3.63 |
| Herb Stuart           | Edmonton Eskimos  | 17 | 7  | 9  | 1 | 1060 | 68  | 1 | 3.85 |
| Bill Tobin            | Edmonton Eskimos  | 3  | 2  | 1  | 0 | 180  | 12  | 0 | 4.00 |
| Charlie Reid          | Vancouver Maroons | 17 | 5  | 12 | 0 | 1040 | 72  | 1 | 4.15 |
| Albert "Red" McCusker | Regina Capitals   | 28 | 8  | 20 | 0 | 1680 | 123 | 1 | 4.39 |

Statistik från justsportsstats.com och nhl.com

## Slutspel
| Datum   | Borta     | Mål | Hemma     | Mål |
| ------- | --------- | --- | --------- | --- |
| 6 mars  | Saskatoon | 1   | Victoria  | 3   |
| 10 mars | Victoria  | 3   | Saskatoon | 3   |

| Datum   | Borta    | Mål | Hemma    | Mål |
| ------- | -------- | --- | -------- | --- |
| 14 mars | Victoria | 1   | Calgary  | 1   |
| 18 mars | Calgary  | 0   | Victoria | 2   |

### Stanley Cup
| Datum   | Borta              | Mål | Hemma            | Mål |
| ------- | ------------------ | --- | ---------------- | --- |
| 21 mars | Montreal Canadiens | 2   | Victoria Cougars | 5   |
| 23 mars | Montreal Canadiens | 1   | Victoria Cougars | 3   |
| 27 mars | Montreal Canadiens | 4   | Victoria Cougars | 2   |
| 30 mars | Montreal Canadiens | 1   | Victoria Cougars | 6   |